# Leihstimme
Mit Leihstimme bezeichnet man umgangssprachlich eine Wahlstimme, die ein Wähler aus wahltaktischen Gründen einer anderen als der von ihm bevorzugten Partei gibt. Treffender spricht man auch von Stützstimme. Rechtlich ist der Begriff ohne Relevanz; eine für einen Wahlvorschlag abgegebene Stimme gilt so, wie sie abgegeben wurde, ohne dass die Motivation des Wählers aus taktischen oder sonstigen Erwägungen die Wirkungen der Stimme in Hinblick auf die demokratische Legitimation beeinflussen würde.

## Funktion
Die wahltaktische Intention des Wählers ist dabei in den meisten Fällen, die „Leihstimme“ einer kleineren Partei zu geben, die sich in einer Koalition mit der bevorzugten Partei des Wählers befindet bzw. eine solche anstrebt. Der taktisch gewählten Partei soll damit ermöglicht werden, eine in einer Sperrklausel vorgeschriebene Mindestanzahl an Stimmen (im Bundestag und allen Länderparlamenten: Fünf-Prozent-Klausel) bzw. Mandaten (Grundmandatsklausel) und damit den Einzug in das Parlament zu erreichen. Letztlich soll damit eine Regierungskoalition nach dem Wunsch des Wählers erreicht werden. Für diese Vermutung gibt es empirische Belege, die sich vor allem mit der Wirkung von Ergebnissen der Sonntagsfrage auf den Wahlausgang beschäftigen.